# Bollhav

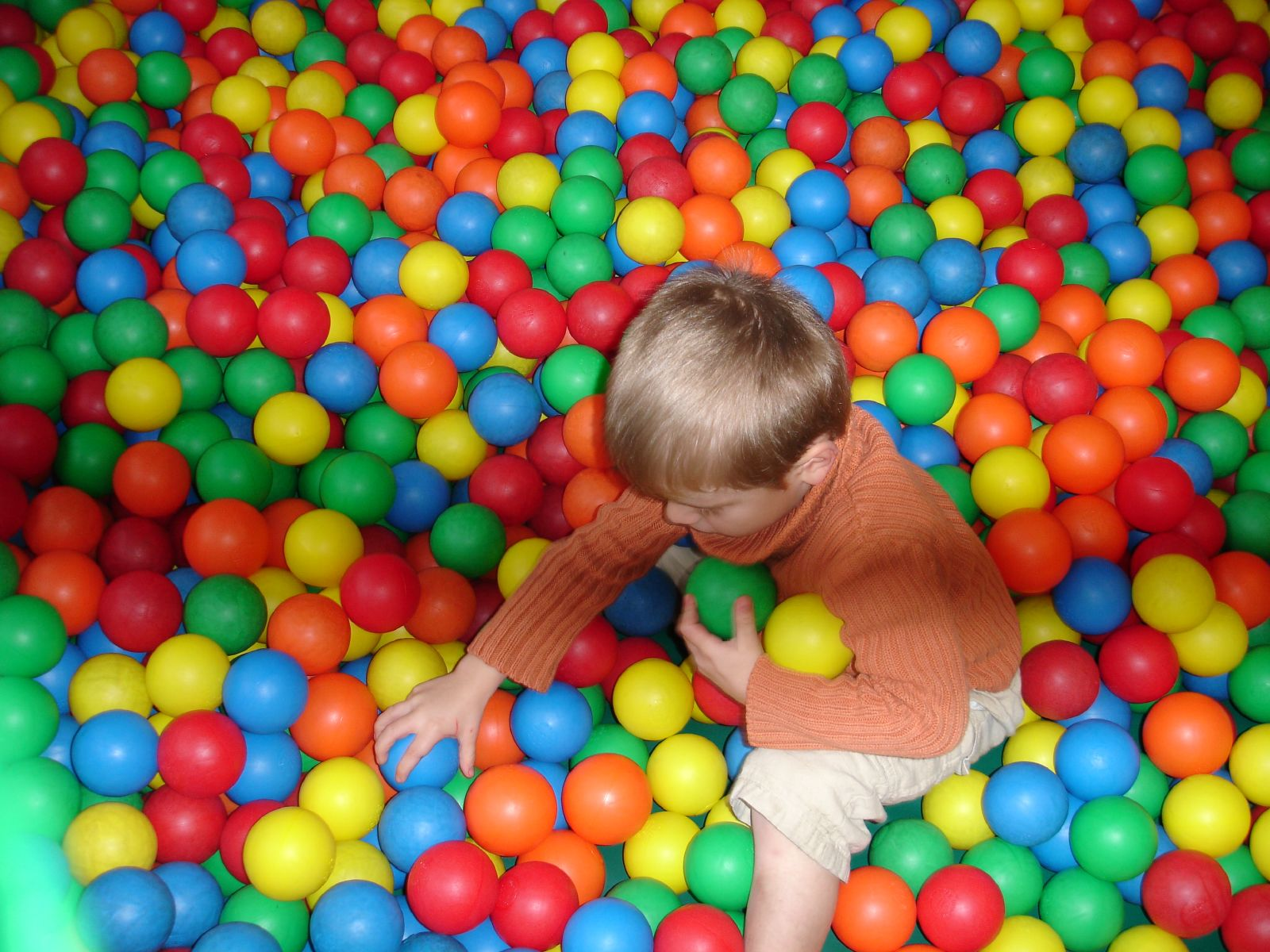
En pojke sitter och leker i ett bollhav på en McDonald’s-restaurang i Frankrike 2004.

Ett bollhav eller bollrum är ett lekutrymme som är fyllt med plastbollar.
Bollhavet liknar en bassäng utan vatten som istället är fylld av ihåliga, lätta plastbollar, vanligtvis i blandade färgglada färger. Bollhav finns bland annat i lekrum på till exempel färjor, restauranger och varuhus. Det finns i alla möjliga modeller och varianter. En del är inhägnade i glas eller nät. Somliga har integrerade lekställningar i plast, såsom rutschkanor.
Varuhuskedjan Ikea införde sitt första bollrum i Kungens kurva i början av 1970-talet, som en del av ett mer barnanpassat varuhus.
Under första halvan av 2005 tog hamburgerkedjan McDonald’s bort alla sina bollhav runtom i världen eftersom de ansågs för ohygieniska trots att de tvättades och desinficerades en gång i veckan.